# إيهيكاتل
إيهيكاتل (بالإنجليزية: Ehecatl)‏ الكلمة تعني «الريح». وهو إله الريح في الميثولوجيا الأزتيكية. يبدأ حركة الشمس ويكنس الطرقات الكبيرة لرب المطر بأنفاسه. وكشكل آخر لكويتزالكوتل (كيتزالكواتل) Quetzalcoatl العظيم يأتي بالحياة لكل من لا حياة له. ويقدم الحب للبشرية بعد أن يصبح متورطا مع ماياويل، المرأة الجميلة. ويرمز إلى حبها بشجرة جميلة تنمو في المكان الأرضي الذي حطا به.

## معرض صور

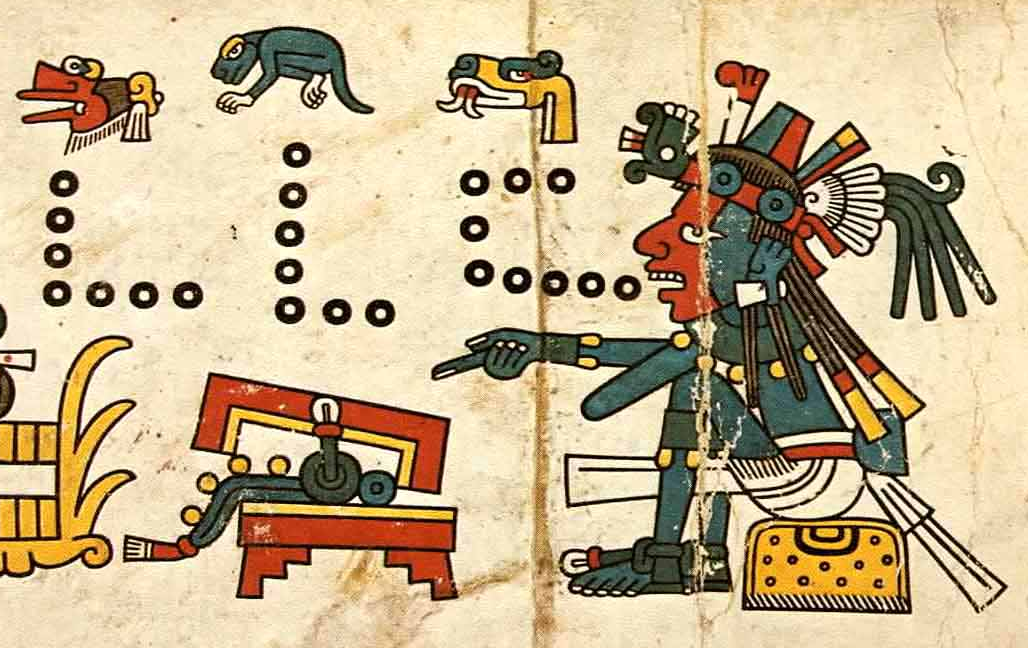
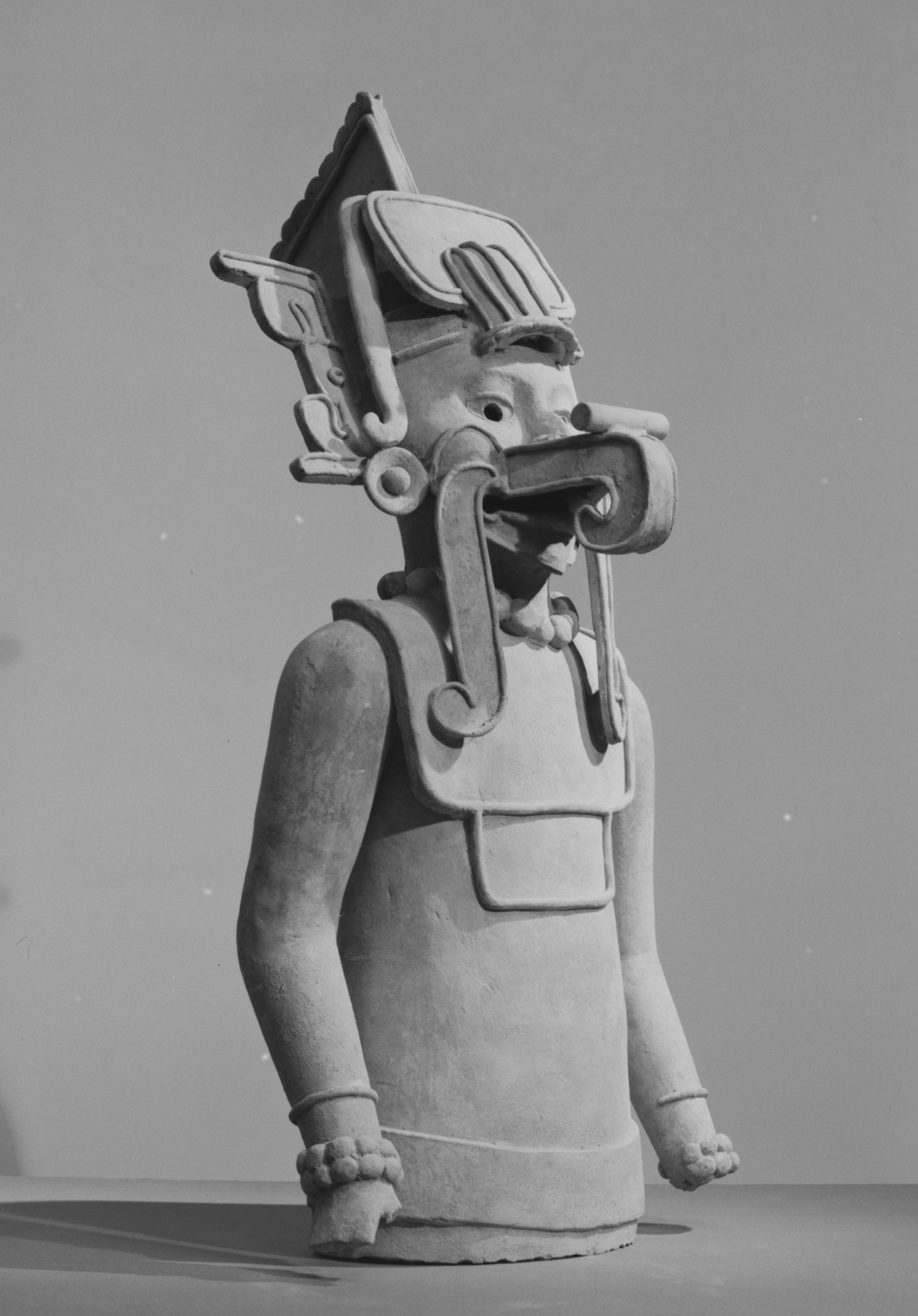
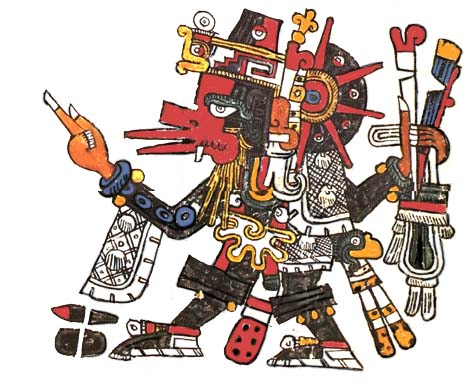
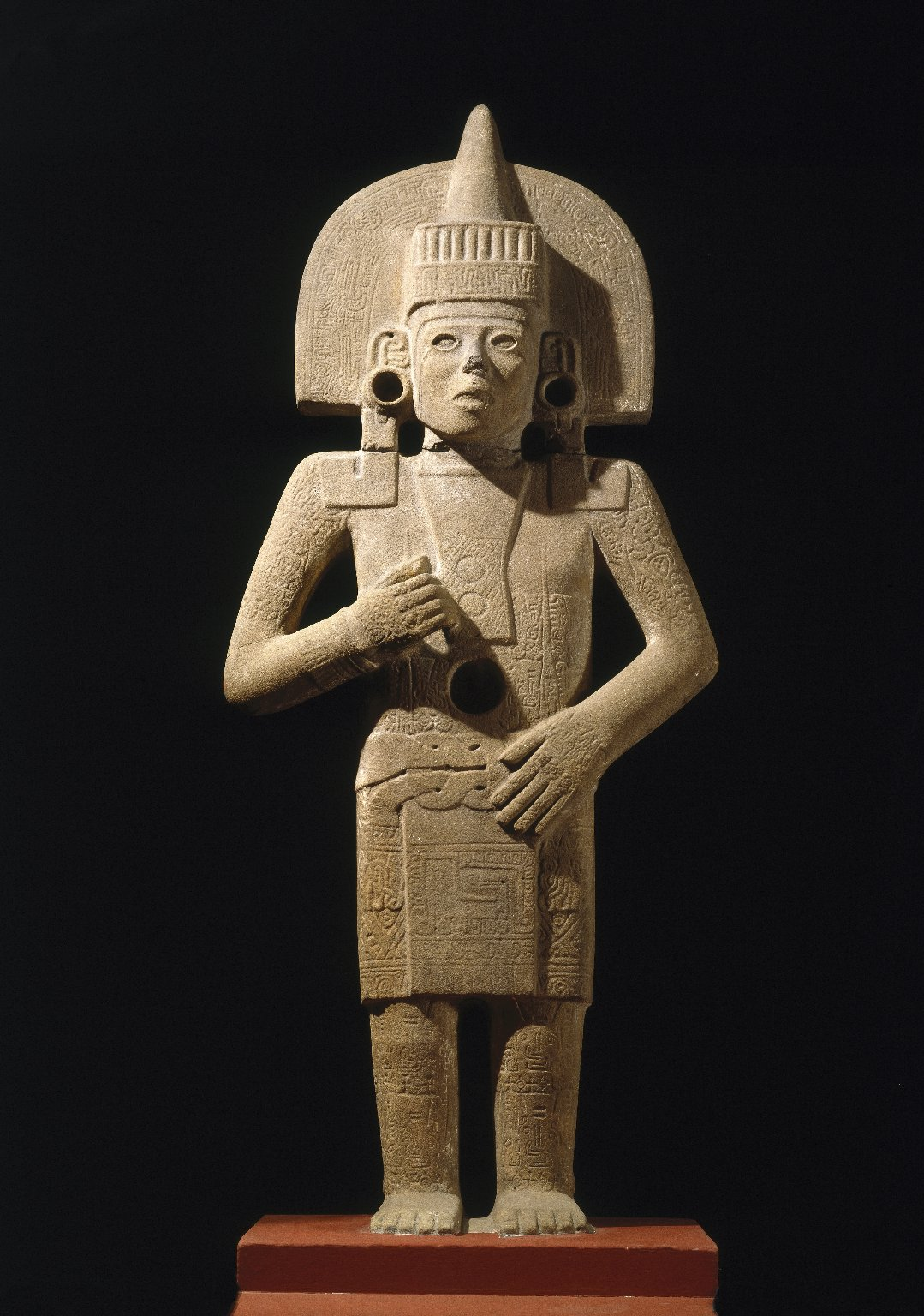
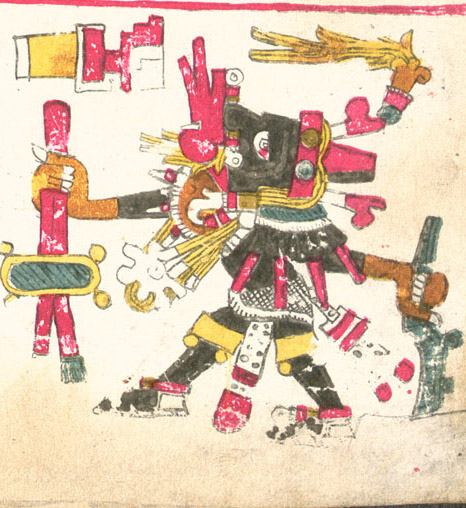